# Phlox missoulensis
Phlox missoulensis är en blågullsväxtart som beskrevs av Edgar Theodore Wherry. Phlox missoulensis ingår i släktet floxar, och familjen blågullsväxter. Inga underarter finns listade i Catalogue of Life.